# Рафаил, Николай и Ирина Лесбосские
Рафаи́л, Никола́й и Ири́на (греч. Pαφαήλ, Νικόλαος και Eιρήνη; XV век) — православные мученики, пострадавшие от турок-захватчиков на острове Лесбос в 1463 году. Канонизированы Священным Синодом Константинопольской Православной Церкви в 1970 году. Память в Константинопольской и Элладской церквях отмечается 9 апреля и во вторник Светлой седмицы.

## Жизнь до начала мученичества
Сведения из жизни мучеников Рафаила, Николая и Ирины получены из рассказов, поведанных, главным образом, святым Рафаилом, который стал являться жителям Лесбоса во сне и наяву после обретения его мощей в 1959 году. Раскопки, произведенные на месте их кончины, подтвердили откровения святого Рафаила относительно обстоятельств их страданий.    
Из этих откровений стало известно, что святой Рафаил родился на острове Итака в 1410 году в состоятельной семье и носил имя Георгиос Ласкаридис. Он получил отличное образование, затем служил в армии, а потом стал монахом с именем Рафаил. После рукоположения в сан священника его отправили служить в Афины в храме Димитрия Лумбардиариса у подножия Акрополя. Затем Рафаил стал архимандритом в Константинополе во Вселенском Патриархате.
В городе Морле во Франции, куда Рафаил был направлен для выполнения возложенного на него Патриархом поручения, он познакомился с молодым греческим студентом из Салоник по имени Николай. Под влиянием Рафаила Николай стал монахом, а затем и диаконом. С тех пор они практически не расставались.
Во время захвата в 1453 году турками Константинополя, Рафаил и Николай находились на севере-востоке Греции, во Фракии. В 1454 году они отправились на остров Лесбос, который ещё не был захвачен турками. На Лесбосе они поселились в монастыре Рождества Пресвятой Богородицы, находящемся в местности под названием Карьес, около деревни Терми. В монастыре в то время жил всего один монах. После прихода Рафаила и Николая там образовалась небольшая община, и Рафаил стал игуменом монастыря.
В 1462 году султан Мехмед II Завоеватель захватил Лесбос после семнадцатидневной осады, но турки не стали сразу тревожить монастырь. Однако 5 апреля 1463 года, в Страстную пятницу, захватчики пришли в монастырь, ища в нём повстанцев, скрывшихся после восстания, поднятого в деревне Терми. В монастыре в то время нашли убежище глава Терми Василий с женой Марией, 12-летней дочерью Ириной и племянницей Еленой, школьным учителем Феодором и другими местными жителями.

## Мученичество
9 апреля 1463 года во вторник Светлой Седмицы, добиваясь выдачи у родителей Ирины местонахождения повстанцев, турки отрубили Ирине правую руку, затем её заживо сожгли в большом глиняном котле, а после казнили её родителей, учителя Феодора и их сопровождавших.
В этот же день мученическую кончину приняли игумен Рафаил и дьякон Николай. Согласно откровениям Рафаила, его мучения происходили следующим образом:

Турки долго мучили меня. Сначала они избивали меня своими дубинками, пока я недвижимый лежал на земле. Затем они ударяли меня копьями, волоча меня по земле за бороду. После чего повесили меня на ореховое дерево и жестоко били меня на протяжении суток. Пока они издевались надо мной, я сказал им: “По воле Господа я выдержу все до последнего моего издыхания”. Я видел, как они били остальных, но повторял: “В борьбе до последнего вздоха”. Поэтому у меня была и есть сила. Меня сняли с дерева и поволокли по камням, которые я окрасил своей кровью. После чего я был вновь повешен на это дерево на сутки вниз головой. Затем они распилили мне челюсть и обезглавили.
Оригинальный текст (греч.)Οι Τούρκοι μου έκαναν πολλά μαρτύρια. Πρώτα με χτύπησαν με τα ρόπαλα τους και με έριξαν κάτω παράλυτο. Έπειτα με κεντούσαν με τα κοντάρια τους, με τραβούσαν από τα γένια και με έσερναν καταγής. Ύστερα με έδεσαν σε μια καρυδιά και με χτυπούσαν απάνθρωπα επί ένα εικοσιτετράωρο. Όταν με βασάνιζαν, είπα "θα αντέξω τα πάντα γιά το θέλημα του Κυρίου, μέχρι την τελευταία μου πνοή". Κρεμασμένος έβλεπα που κλωτσούσαν και κτυπούσαν τους άλλους καλογήρους, αλλά έλεγα "Εδώ, στον αγώνα μέχρι την τελευταία μου πνοή". Γι αυτό είχα και έχω αυτές τις δυνάμεις. Από εδώ με έσερναν από τα γένια και με κτυπούσαν. Με κατέβαζαν έως κάτω και πάλι με ανέβαζαν επάνω και με ξανακατέβαζαν, σέρνοντας με στις πέτρες που είχαν βαφή κόκκινες από το αίμα μου. Έπειτα με κρέμασαν ανάποδα είκοσιτέσσερις ώρες σ' αυτήν την καρυδιά. Σ' αυτό το δέντρο τελούσαμε κάθε χρόνο την Ανάσταση. Στο τέλος με πριόνισαν μέσα στο στόμα και με αποκεφάλισαν.
— Митрополит Гуменисский Димитрий (Бекярис).  Жизнь из могил. – 2008 год. 
 Μητροπολίτης Γουμενίσσης Δημήτριος Μπεκιάρης. Η ζωή εκ τάφων.
Диакон Николай был привязан к дереву, рядом с отцом Рафаилом. При виде страданий своего учителя, Николай скончался после первых ударов штыков. После этого турки сожгли монастырь. Вскоре мучеников тайно похоронили. Впоследствии на месте монастыря была сооружена часовня, и местные христиане в течение последующих веков по традиции со свечами приходили на это место во вторник Светлой Седмицы, хотя причина появления этой традиции со временем забылась.

## Обретение мощей
В 1959 году на месте разрушенного монастыря начали строить небольшую церковь. 3 июля 1959 года, при подготовке к закладке фундамента, рабочие откопали могилу, в которой лежали мощи святого Рафаила. Его глава лежала на закругленном камне рядом с телом. Руки мученика были перекрещены на груди, в его черепе отсутствовала челюстная кость, которая была обнаружена впоследствии. В ночь после обретения мощей Рафаил явился во сне священнику и некоторым другим местным жителям и сообщил, что он принял мученическую кончину от рук турок 9 апреля 1463 года, и найденные останки его.
Также впоследствии в видениях святой Рафаил указал на место погребения святых Николая и Ирины. В результате раскопок мощи Николая были обретены 13 июня 1960 года. Также были найдены мощи святой Ирины, глиняный котел, в котором её сожгли, останки родителей Ирины, учителя Феодора, преподобномученицы Олимпиады (игуменья монастыря Рождества Пресвятой Богородицы, на месте которого поселились Рафаил и Николай в 1454 году, она пострадала от морских пиратов в 1235 году) и других.
После обретения мощей святых, согласно рассказам местных жителей, они стали являться им во сне и наяву, помогая им и исцеляя от болезней, и рассказывая о своём житии, но чаще всего святой Рафаил являлся один.
12 сентября 1963 года решением Министерства образования и религии Греции на этом месте был учрежден женский монастырь в честь святого Рафаила. Мощи святых Рафаил, Николая и Ирины находятся в этом монастыре. Также в монастыре находятся глиняный котел, в котором сожгли мученицу Ирину, камень, на котором нашли в могиле главу Рафаила, и мощи преподобномученицы Олимпиады.

## Канонизация
В 1962 году мученики Рафаил, Николай и Ирины были причислены к лику святых Элладской Православной Церковью. 11 сентября 1970 года они были канонизированы Священным Синодом Константинопольской Православной Церкви.